# Губернатор штату Іллінойс

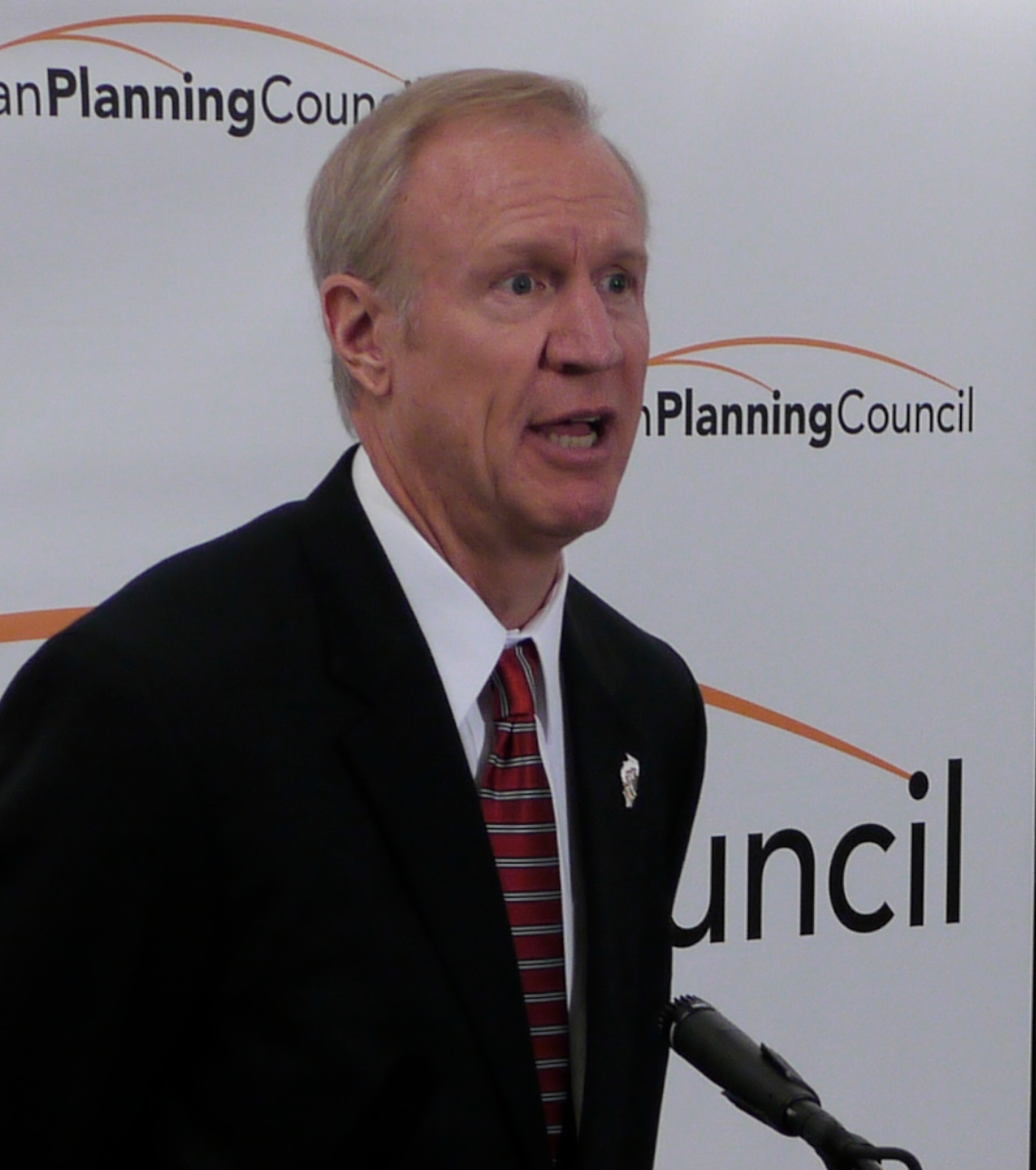
Брюс Раунер, губернатор з 2015 року

Губернатор штату Іллінойс (англ. Governor of Illinois) — голова виконавчої влади в штаті Іллінойс. Офіс губернатора розташований в столиці штату, місті Спрингфілд.
З 12 січня 2015 року губернатором Іллінойсу є Брюс Раунер.

## Правила виборів
Губернатор обирається терміном на чотири роки, причому кількість термінів для одного кандидата не обмежена законом. Інавгурація відбувається в другий понеділок січня місяця відразу після виборів. Кандидат повинен відповідати таким вимогам:
- віком не молодший від 25 років;
- громадянин США;
- прописаний в Іллінойсі протягом останніх трьох років перед виборами.

## Історія корупції
Іллінойс відомий кількома значними корупційними скандалами. Деякі губернатори, зокрема, Едлай Стівенсон та Джеймс Роберт Томпсон, проводили рішучу антикорупційну політику.
2006 року колишнього губернатора Джорджа Раяна було ув'язнено терміном на шість із половиною років за звинуваченням у хабартицтві та рекетирстві.
2008 року тодішньому губернатору Роду Благоєвичу було висунуто кримінальне звинувачення в корупції на підставі того, що він намагався продати місце в Сенаті, звільнене Бараком Обамою після обрання президентом, тому, хто виплатить найвищу ціну. 7 грудня 2011 року Благоєвича було засуджено до 14 років ув'язнення, як за вину в корупційному скандалі, так і за неправдиві свідчення в суді. Всього Благоєвичу було висунуто 18 звинувачень.
У кінці 20 століття колишній губернатор та федеральний суддя Отто Кернер-молодший був ув'язнений за хабарництво.